# آس‌های دودی
آس‌های دودی (به انگلیسی: Smokin' Aces) یک فیلم اکشن آمریکایی است که در سال ۲۰۰۷ منتشر شد. کارگردان این فیلم جو کارناهان است. داستان فیلم در مورد سردسته یکی از گروه‌های مافیایی است که جانش به خطر افتاده و به همین دلیل مأموران اف‌بی‌آی از او محافظت می‌کنند. این اولین بازی مشترک آلیشا کیز خواننده سبک آر اند بی و کومون خواننده سبک رپ است.

## داستان فیلم
یکی از رهبران مافیا (پریمو) با بیماری‌های مختلف مخصوصاً بیماری قلبی دچار شده‌است. او می‌خواهد قبل از اینکه بمیرد برای قلب بادی ایزائیل جایزه یک میلیون دلاری تعیین کند.
ایزائیل یک مجری مشهور در لاس وگاس است که برنامه اجرا می‌کند و از دوستان پریمو است. به دلیل تعیین این جایزه آدمکش‌های زیادی وارد شهر می‌شوند تا بادی ایزائیل را بکشند. این میان پلیس آمریکا وظیفه محافظت از ایزائیل را دارد.